# رولف ميشيل
رولف ميشيل (بالألمانية: Rolf Michel)‏ هو عالم نووي وفيزيائي ألماني، ولد في 21 يناير 1945 في فوبرتال في ألمانيا.